# Fluoranteen
Fluoranteen is een polycyclische aromatische koolwaterstof met als brutoformule C16H10. De stof komt voor als gele tot groene naaldachtige kristallen, die zeer slecht oplosbaar zijn in water. De stof is geclassificeerd volgens het IARC in klasse 3, wat betekent dat het mogelijk carcinogeen is voor de mens.

## Structuur en eigenschappen
De structuur kan opgevat worden als zijnde een benzeenring en een naftaleenmolecule die via een vijfring aan elkaar zijn gekoppeld. Het is een structuurisomeer van pyreen. Fluoranteen is  thermisch minder stabieler dan pyreen, omdat de π-elektronen zich niet over de hele molecule kunnen delokaliseren. De benaming fluoranteen is afgeleid van de fluorescerende eigenschap onder invloed van UV-licht.

## Fluoranteen-derivaten
Een aantal polycyclische aromatische verbindingen zijn afgeleid van fluoranteen:
- Benzo(b)fluoranteen
- Benzo(ghi)fluoranteen
- Benzo(j)fluoranteen
- Benzo(k)fluoranteen